# Grand Prix automobile d'Afrique du Sud 1962
GP précédent GP suivant
Le Grand Prix d'Afrique du Sud 1962 (IXth South African Grand Prix), disputé sur le circuit Prince George le 29 décembre 1962, est la cent-onzième épreuve du championnat du monde de Formule 1 courue depuis 1950 et la neuvième et dernière manche du championnat 1962.

## Contexte avant la course

### Le championnat du monde
Depuis la saison précédente, la Formule 1 suit la réglementation 1 500 cm3 (dérivée de l'ancienne Formule 2 de la période 1957 à 1960), s'appuyant sur les points suivants :
- interdiction des moteurs suralimentés
- cylindrée minimale : 1 300 cm3
- cylindrée maximale : 1 500 cm3
- poids minimal : 450 kg (à sec)
- double circuit de freinage obligatoire
- arceau de sécurité obligatoire (le haut du cerceau devant dépasser le casque du pilote)
- démarreur de bord obligatoire
- carburant commercial
- ravitaillement en huile interdit durant la course

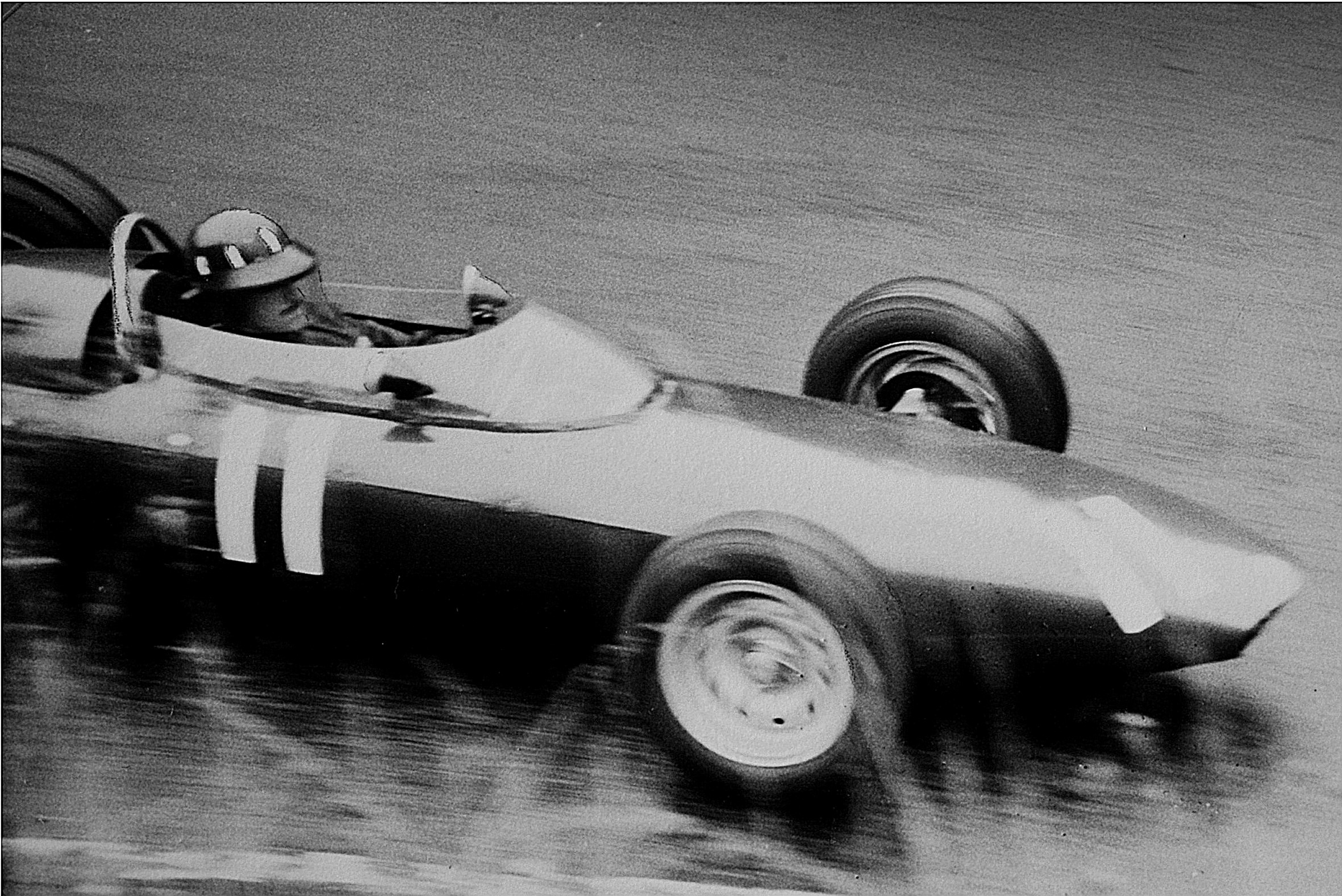
La BRM P57 de Graham Hill, en tête du championnat du monde.

Alors que l'année 1961 avait été nettement dominée par la Scuderia Ferrari, les constructeurs britanniques sont revenus sur le devant de la scène cette saison. BRM et Lotus ont remporté six des huit manches mondiales déjà disputées, les deux autres étant revenues à Cooper et à Porsche, alors que les monoplaces italiennes n'ont jamais constitué une menace pour leurs adversaires. La dernière épreuve va décider de l'attribution du titre entre Graham Hill,qui a imposé sa BRM P57 à trois reprises, et Jim Clark, qui compte également trois victoires au volant de sa révolutionnaire Lotus 25 à châssis monocoque. Ayant terminé presque toutes ses courses, Hill possède neuf points d'avance sur son rival, mais Clark conserve néanmoins une chance d'être sacré à condition qu'il gagne en Afrique du Sud.

#### Chances des prétendants au titre
- Championnat du monde des conducteurs
- Si Clark remporte l'épreuve, il est sacré champion du monde quel que soit le classement de Hill (tous deux auraient un total de 39 points après décompte des plus mauvais résultats, mais Clark compterait alors une victoire de plus que son adversaire).
- Si Clark ne gagne pas, Hill est sacré champion du monde quel que soit son résultat, grâce à son avance aux points.

- Coupe des constructeurs
- Si une Lotus à moteur Climax gagne, la coupe des constructeurs lui revient quel que soit le résultat de la BRM la mieux classée.
- Dans tous les autres cas de figure, la coupe des constructeurs revient à BRM.

### Le circuit
C'est en 1934 que le circuit routier de Prince George fut inauguré, à l'occasion du premier Grand Prix d'Afrique du Sud. Tracé sur des routes existantes dans les collines d'East London, en bordure de l'océan Indien, il développait alors plus de vingt-trois kilomètres. Sa longueur fut ramenée à dix-sept kilomètres deux ans plus tard. Après une longue période d'inutilisation due à la Seconde Guerre mondiale, le circuit fut complètement remanié en 1959 pour satisfaire aux standards de la Formule 1. Développant désormais moins de quatre kilomètres, il accueille à nouveau, depuis 1960, le grand prix national. Assez sinueuse, la piste est relativement étroite. La ligne droite de la plage, longeant l'océan, est très exposée aux vents marins. Le record du tour est détenu par Jim Clark, auteur sur sa Lotus d'un tour à 151,6 km/h de moyenne lors de l'édition 1961 du grand prix, hors championnat.

## Monoplaces en lice
- BRM P57 "Usine"

Trois P57 ont été préparées par l'équipe de Bourne, Graham Hill disposant de la dernière version allégée (tubes du châssis plus petits que sur les précédentes versions), dont la voie avant a été élargie et qui est équipée de plus gros disques de freins. Richie Ginther pilote sa monoplace habituelle, identique à l'ancienne monoplace de Hill, qui lui sert désormais de mulet. Censée être proche du poids minimal imposé, la version allégée ne pèse en réalité que quelques kilos de moins que les deux autres P57, qui accusent 475 kg sur la balance. Les trois voitures disposent du moteur V8 BRM à injection indirecte Lucas, qui développe 193 chevaux à 10250 tr/min. La transmission est assurée par une boîte cinq vitesses conçue en interne. La vitesse de pointe est de l'ordre de 270 km/h. Engagé à titre privé, le pilote local Bruce Johnstone pilotera la P48/57 qu'il a rachetée à Jackie Lewis. Elle est également équipée du moteur V8, mais alimenté par carburateurs (180 chevaux à 9750 tr/min).
- Lotus 25 "Usine"

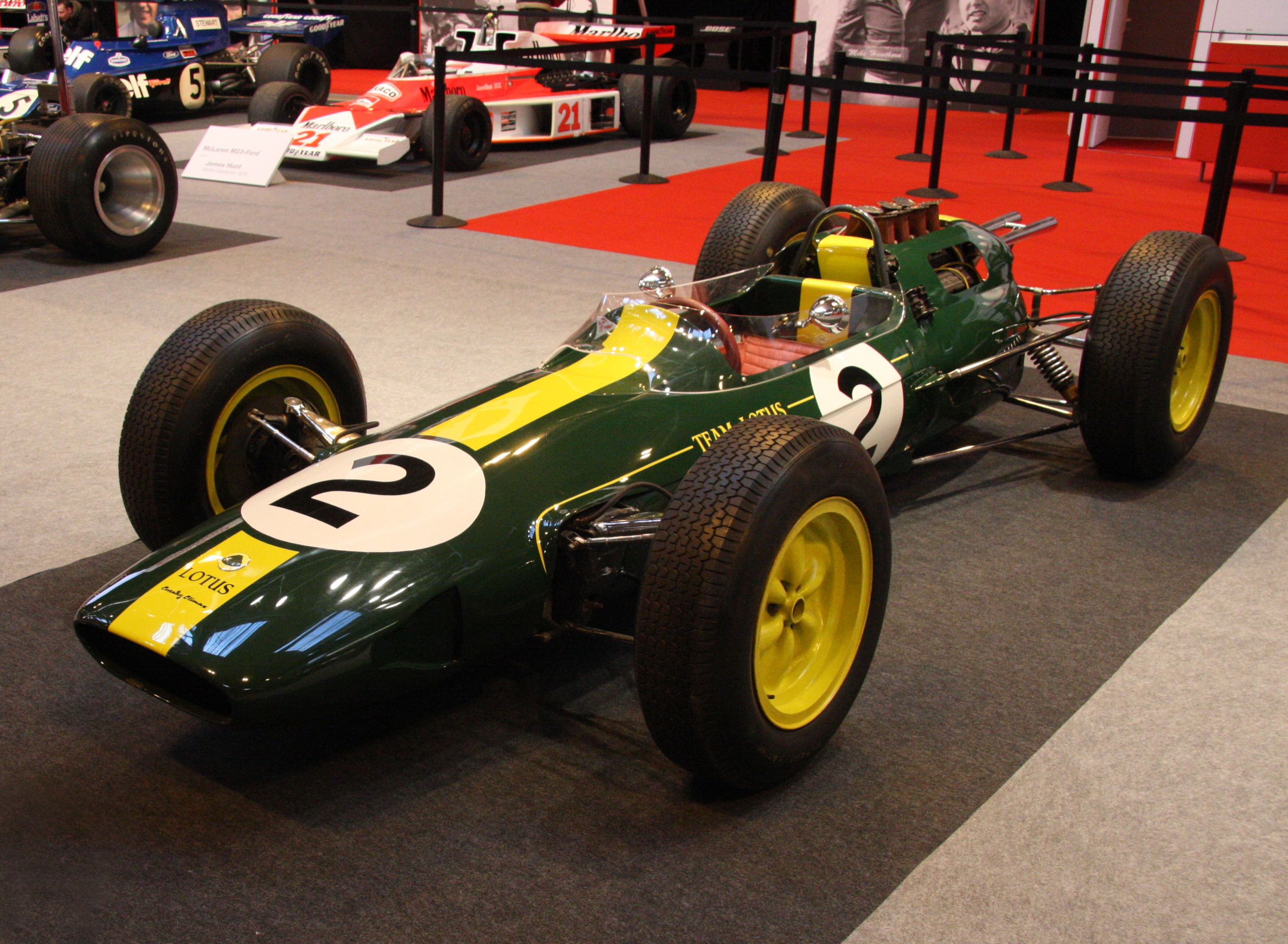
La Lotus 25, à structure monocoque.

Ne lésinant pas sur les moyens pour la conquête du titre mondial, Colin Chapman a construit deux nouvelles Lotus 25 courant décembre. La première (châssis R4, moteur V8 Coventry Climax FWMV à injection) a été expédiée en Afrique du Sud avant le Grand Prix du Natal, course hors championnat que Jim Clark a disputée à son volant, manquant la victoire à cause de problèmes d'alimentation. La toute dernière construite (châssis R5), équipée du moteur Climax dans sa version originelle à carburateurs, est arrivée à East London juste à temps pour participer aux essais du mercredi. Clark aura à sa disposition ces deux monoplaces, son coéquipier Trevor Taylor pilotant quant à lui sa monoplace habituelle (châssis R2). Les Lotus 25 sont les seules à disposer d'une structure monocoque. Pesant 455 kg, elles sont aussi légères mais quatre fois plus rigides que les Lotus 24 à châssis multitubulaire et bénéficient d'une tenue de route remarquable. Elles se caractérisent également par une ligne particulièrement basse, imposant une position de conduite très allongée. Leur moteur V8 Climax, accouplé à une boîte de vitesses ZF à cinq rapports, fournit 184 chevaux à 9000 tr/min dans sa version MKI à quatre carburateurs double-corps Weber, 190 dans sa version MkII à système d'injection indirecte Lucas. Grâce à leur excellente aérodynamique, elles sont tout aussi rapides en pointe que les BRM, malgré une puissance moindre.
- Lotus 24 & 21 privées

L'équipe UDT Laystall n'aligne qu'une seule Lotus 24, à moteur Climax FWMV MKI et boîte de vitesses Colotti à cinq rapports, pour Innes Ireland. Rob Walker avait engagé un modèle identique pour le champion motocycliste Gary Hocking, mais le pilote rhodésien s'est malheureusement tué à son volant lors des entraînements du Grand Prix du Natal la semaine précédente. Sam Tingle, qui devait initialement piloter la Lotus 18/21 avec laquelle son compatriote avait débuté en monoplace, a finalement déclaré forfait. Également accidenté, sans gravité, lors du Grand Prix du Natal, Syd van der Vyver a dû déclarer forfait, sa Lotus 24 n'ayant pu être réparée à temps. Les pilotes locaux Ernie Pieterse et Neville Lederle s'alignent quant à eux sur leurs Lotus 21 privées, équipée chacune d'un moteur quatre cylindres Climax FPF (152 chevaux).
- Cooper T60 "Usine"

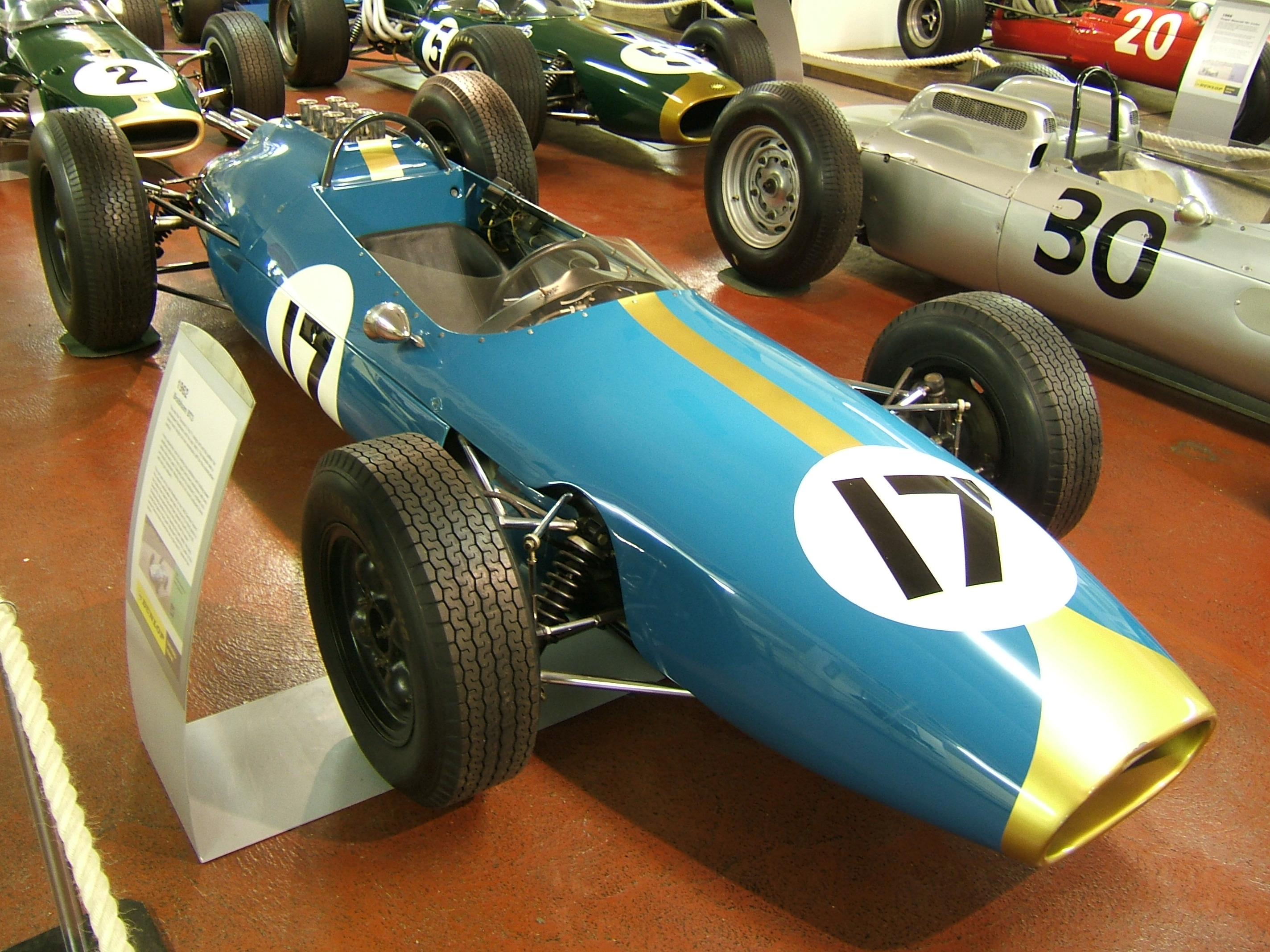
La Brabham BT3 du pilote-constructeur Jack Brabham.

Bruce McLaren et Tony Maggs disposent de leurs T60 habituelles, celle de McLaren étant pour la première fois équipée de la version MkII (à injection) du moteur V8 Climax, Maggs conservant une version MkI à carburateurs. Pesant 465 kg, ces monoplaces dotées d'une boîte de vitesses à six rapports ont été conçues par Owen Maddock.
- Cooper T55 & T53 privées

Le pilote rhodésien John Love s'aligne sur sa Cooper T55 personnelle, équipée d'un moteur Climax FPF. Son compatriote Mike Harris a engagé une ancienne Cooper T53, équipée d'un moteur quatre cylindres Alfa Romeo.
- Brabham BT3 "Usine"

Jack Brabham a engagé sa BT3 à moteur Climax V8 et boîte de vitesses Colotti à six rapports. Aucune modification n'a été effectuée sur cette monoplace de 465 kg à carrosserie en matière plastique, conçue en collaboration avec Ron Tauranac, depuis le dernier Grand Prix du Mexique, où le pilote constructeur avait obtenu une encourageante deuxième place.
- Lola Mk4

L'équipe Bowmaker Racing aligne deux Lola Mk4 à moteur Climax V8 pour John Surtees et Roy Salvadori. Celle de Surtees est équipée d'une boîte de vitesses Colotti à six rapports, contrairement à celle de Salvadori qui ne dispose que de cinq rapports. Ces monoplaces pèsent 490 kg.
- Porsche 718 privée

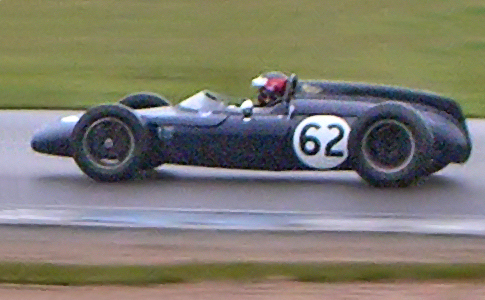
Une LDS Mk1 lors d'une course historique

Ayant endommagé sa Porsche 718 (ex formule 2 d'usine de Graham Hill) à Watkins Glen, Carel Godin de Beaufort a racheté un modèle identique à l'Écurie Filipinetti. Il y a fait monter la boîte de vitesses et les freins de sa monoplace accidentée, qui est en cours de réparation. Équipée d'un moteur quatre cylindres à plat refroidi par air, cette monoplace dispose de 165 chevaux.
- LDS

Le pilote-constructeur Doug Serrurier pilotera une de ses LDS Mk1, dont la conception et l'aspect sont fortement inspirés de ceux des Cooper T53. La LDS est équipée d'un moteur quatre cylindres Alfa Romeo.
- Emeryson

Tony Settember avait fait le déplacement en Afrique du Sud pour piloter l'Emeryson MK2 à moteur Climax FPF et boîte de vitesses Colotti à cinq rapports, mais l'équipe d'Hugh Powell n'a pas été en mesure de préparer la voiture pour cette course.

## Coureurs inscrits
| no | Pilote                  | Écurie                      | Constructeur | Modèle       | N° châssis | Moteur                      | Pneumatiques |
| -- | ----------------------- | --------------------------- | ------------ | ------------ | ---------- | --------------------------- | ------------ |
| 1  | Jim Clark               | Team Lotus                  | Lotus        | Lotus 25     | 25 R5      | Coventry Climax FWMV V8     | D            |
| 1T | Jim Clark Trevor Taylor | Team Lotus                  | Lotus        | Lotus 25     | 25 R4      | Coventry Climax FWMV V8     | D            |
| 2  | Trevor Taylor           | Team Lotus                  | Lotus        | Lotus 25     | 25 R2      | Coventry Climax FWMV V8     | D            |
| 3  | Graham Hill             | Owen Racing Organisation    | BRM          | BRM P57      | 5785       | BRM P56 V8                  | D            |
| 3T | Graham Hill             | Owen Racing Organisation    | BRM          | BRM P57      | 5781       | BRM P56 V8                  | D            |
| 4  | Richie Ginther          | Owen Racing Organisation    | BRM          | BRM P57      | 5784       | BRM P56 V8                  | D            |
| 5  | Bruce Johnstone         | Privé                       | BRM          | BRM P48/57   | 571        | BRM P56 V8                  | D            |
| 6  | John Surtees            | Bowmaker Racing             | Lola         | Lola Mk4     | BRGP-42    | Coventry Climax FWMV V8     | D            |
| 7  | Roy Salvadori           | Bowmaker Racing             | Lola         | Lola Mk4     | BRGP-43    | Coventry Climax FWMV V8     | D            |
| 8  | Bruce McLaren           | Cooper Car Company          | Cooper       | Cooper T60   | F1-17-61   | Coventry Climax FWMV V8     | D            |
| 9  | Tony Maggs              | Cooper Car Company          | Cooper       | Cooper T60   | F1-18-61   | Coventry Climax FWMV V8     | D            |
| 10 | Jack Brabham            | Brabham Racing Organisation | Brabham      | Brabham BT3  | F1-1-62    | Coventry Climax FWMV V8     | D            |
| 11 | Innes Ireland           | UDT Laystall Racing Team    | Lotus        | Lotus 24     | 24-945     | Coventry Climax FWMV V8     | D            |
| 12 | Gary Hocking            | Rob Walker Racing Team      | Lotus        | Lotus 24     | 24-940     | Coventry Climax FWMV V8     | D            |
| 14 | Ernie Pieterse          | Privé                       | Lotus        | Lotus 21     | 21-937     | Coventry Climax FPF MkII L4 | D            |
| 15 | Carel Godin de Beaufort | Ecurie Maarsbergen          | Porsche      | Porsche 718  | 718-202    | Porsche 547/3 F4            | D            |
| 16 | Syd van der Vyver       | Privé                       | Lotus        | Lotus 24     | 24-947     | Coventry Climax FWMV V8     | D            |
| 17 | Tony Settember          | Emeryson Cars               | Emeryson     | Emeryson Mk2 | 1004       | Coventry Climax FPF MkII L4 | D            |
| 18 | John Love               | Privé                       | Cooper       | Cooper T55   | F1-11-61   | Coventry Climax FPF MkII L4 | D            |
| 19 | Sam Tingle              | RHH Parnell                 | Lotus        | Lotus 18/21  | P2         | Coventry Climax FPF L4      | D            |
| 20 | Neville Lederle         | Privé                       | Lotus        | Lotus 21     | 21-938     | Coventry Climax FPF MkII L4 | D            |
| 21 | Doug Serrurier          | Otelle Nucci                | LDS          | LDS Mk1      | -          | Alfa Romeo L4               | D            |
| 22 | Mike Harris             | Privé                       | Cooper       | Cooper T53   | F1-1-61    | Alfa Romeo L4               | D            |

## Qualifications
Trois séances qualificatives de quatre heures chacune sont prévues, les mercredi, jeudi et vendredi précédant la course.

### Première séance - mercredi 26 décembre
Les essais qualificatifs commencent le mercredi après-midi, sous le soleil, avec un vent chaud et soutenu. Beaucoup de monoplaces ne sont pas encore prêtes et seulement huit pilotes vont prendre la piste. Parmi les premiers à s'élancer, Graham Hill va tester les deux BRM à sa disposition, mais un problème de moteur sur la nouvelle (version allégée) va le contraindre à regagner rapidement son stand. Son coéquipier Richie Ginther établit entretemps un premier chrono de référence, à 146,4 km/h de moyenne. S'étant rabattu sur le mulet, Hill va faire beaucoup mieux, tournant à 151 km/h. Il fera encore mieux en fin de séance, avec un tour à 151,5 km/h sur sa voiture de course, équipée d'un nouveau moteur. Malgré sa parfaite connaissance du circuit, Clark n'a pu accomplir une performance significative, aucune de ses deux voitures n'ayant fonctionné correctement (problème mécanique sur la version à carburateurs et problèmes d'allumage sur la version à injection), le pilote écossais devant se contenter du cinquième temps derrière Ginther et les deux Lola de John Surtees et Roy Salvadori.
| Pos. | Pilote         | Écurie            | Temps        | Écart   |
| ---- | -------------- | ----------------- | ------------ | ------- |
| 1    | Graham Hill    | BRM               | 1 min 33 s 1 |         |
| 2    | Richie Ginther | BRM               | 1 min 34 s 0 | + 0 s 9 |
| 3    | John Surtees   | Lola-Climax       | 1 min 35 s 5 | + 2 s 4 |
| 4    | Roy Salvadori  | Lola-Climax       | 1 min 37 s 0 | + 3 s 9 |
| 5    | Jim Clark      | Lotus-Climax      | 1 min 38 s 5 | + 5 s 4 |
| 6    | Doug Serrurier | LDS-Alfa Romeo    | 1 min 38 s 7 | + 5 s 6 |
| 7    | Tony Maggs     | Cooper-Climax     | 1 min 39 s 7 | + 6 s 6 |
| 8    | Mike Harris    | Cooper-Alfa Romeo | 1 min 40 s 2 | + 7 s 1 |

### Deuxième séance - jeudi 27 décembre
La séance du jeudi après-midi se déroule sous un ciel couvert. Sur son mulet, Hill améliore rapidement sa performance de la veille. La piste est cependant plus grasse que la veille, et plusieurs pilotes se font surprendre, dont Trevor Taylor qui va effectuer plusieurs tête-à-queue. Son coéquipier Clark dispose enfin d'une monoplace au point, et il est le premier à descendre sous la barre de la minute et demie, avec un tour à plus de 157 km/h de moyenne. Hill tente de répliquer sur sa monoplace allégée, mais échoue à deux dixièmes de secondes de son adversaire avant que la pluie ne vienne perturber la session. Derrière, Tony Maggs (Cooper) et Jack Brabham ont réalisé les troisième et quatrième temps, mais à près de deux secondes des deux candidats au titre.
| Pos. | Pilote                  | Écurie         | Temps        | Écart   |
| ---- | ----------------------- | -------------- | ------------ | ------- |
| 1    | Jim Clark               | Lotus-Climax   | 1 min 29 s 8 |         |
| 2    | Graham Hill             | BRM            | 1 min 30 s 0 | + 0 s 2 |
| 3    | Tony Maggs              | Cooper-Climax  | 1 min 31 s 7 | + 1 s 9 |
| 4    | Jack Brabham            | Brabham-Climax | 1 min 32 s 3 | + 2 s 5 |
| 5    | Trevor Taylor           | Lotus-Climax   | 1 min 32 s 7 | + 2 s 9 |
| 6    | Richie Ginther          | BRM            | 1 min 32 s 8 | + 3 s 0 |
| 7    | Bruce McLaren           | Cooper-Climax  | 1 min 33 s 0 | + 3 s 2 |
| 8    | Innes Ireland           | Lotus-Climax   | 1 min 33 s 6 | + 3 s 8 |
| 9    | Roy Salvadori           | Lola-Climax    | 1 min 35 s 4 | + 5 s 6 |
| 10   | Neville Lederle         | Lotus-Climax   | 1 min 36 s 0 | + 6 s 2 |
| 11   | John Surtees            | Lola-Climax    | 1 min 36 s 1 | + 6 s 3 |
| 12   | John Love               | Cooper-Climax  | 1 min 36 s 4 | + 6 s 6 |
| 13   | Doug Serrurier          | LDS-Alfa Romeo | 1 min 37 s 2 | + 7 s 4 |
| 14   | Ernie Pieterse          | Lotus-Climax   | 1 min 37 s 3 | + 7 s 5 |
| 15   | Carel Godin de Beaufort | Porsche        | 1 min 39 s 3 | + 9 s 5 |

### Troisième séance - vendredi 28 décembre
La dernière séance commence très tôt, le vendredi matin. Le temps est frais et ensoleillé. En l'absence de vent, les monoplaces sont plus véloces dans la principale ligne droite et presque tous les pilotes vont être en mesure d'améliorer leurs chronos. Clark va se montrer une nouvelle fois le plus rapide, avec un tour à 158,7 km/h de moyenne avec la Lotus équipée du moteur à injection. Hill va devoir une nouvelle fois utiliser sa voiture de réserve, l'autre étant affectée par des problèmes de pression d'huile. Il ne parvient alors pas à faire mieux que la veille ; reprenant un peu plus tard sa monoplace allégée, il est encore ralenti par des problèmes d'alimentation qui ne seront réglés qu'en fin de séance, lui permettant de réaliser le deuxième meilleur temps, à sept dixièmes de seconde de Clark. Taylor a rencontré des problèmes de moteur et a également effectué quelques tours avec le mulet de Clark en fin de matinée, établissant le troisième temps à deux secondes de son coéquipier, juste devant Brabham et la Lotus d'Innes Ireland.
| Pos. | Pilote                  | Écurie            | Temps        | Écart    |
| ---- | ----------------------- | ----------------- | ------------ | -------- |
| 1    | Jim Clark               | Lotus-Climax      | 1 min 28 s 9 |          |
| 2    | Graham Hill             | BRM               | 1 min 29 s 6 | + 0 s 7  |
| 3    | Trevor Taylor           | Lotus-Climax      | 1 min 30 s 9 | + 2 s 0  |
| 4    | Jack Brabham            | Brabham-Climax    | 1 min 31 s 0 | + 2 s 1  |
| 5    | Innes Ireland           | Lotus-Climax      | 1 min 31 s 1 | + 2 s 2  |
| 6    | John Surtees            | Lola-Climax       | 1 min 31 s 5 | + 2 s 6  |
| 7    | Richie Ginther          | BRM               | 1 min 31 s 7 | + 2 s 8  |
| 8    | Bruce McLaren           | Cooper-Climax     | 1 min 31 s 7 | + 2 s 8  |
| 9    | Tony Maggs              | Cooper-Climax     | 1 min 32 s 7 | + 3 s 8  |
| 10   | Neville Lederle         | Lotus-Climax      | 1 min 33 s 6 | + 4 s 7  |
| 11   | Ernie Pieterse          | Lotus-Climax      | 1 min 36 s 8 | + 7 s 9  |
| 12   | Doug Serrurier          | LDS-Alfa Romeo    | 1 min 36 s 8 | + 7 s 9  |
| 13   | John Love               | Cooper-Climax     | 1 min 37 s 6 | + 8 s 7  |
| 14   | Mike Harris             | Cooper-Alfa Romeo | 1 min 39 s 1 | + 10 s 2 |
| 15   | Carel Godin de Beaufort | Porsche           | 1 min 39 s 2 | + 10 s 3 |

### Tableau final des qualifications
Colin Chapman ayant décidé, par mesure de sécurité, de ne pas utiliser en course le modèle équipé de l'injection, ni Clark ni Taylor ne vont pouvoir bénéficier des temps réalisés au volant de cette voiture. Clark partira tout de même en pole position au côté de Hill grâce à la performance réalisée au volant de sa monoplace à carburateurs. Par contre Taylor, qui aurait pu s'élancer à la corde de la seconde ligne, doit se contenter d'une place en cinquième ligne, n'ayant pu effectuer que quelques tours sur sa voiture de course lors de la dernière journée d'essais. 
| Pos. | Pilote                  | Écurie            | Temps        | Écart    | Commentaire |
| ---- | ----------------------- | ----------------- | ------------ | -------- | --- |
| 1    | Jim Clark               | Lotus-Climax      | 1 min 28 s 9 |          | temps réalisé le vendredi sur le mulet, non retenu pour la grille (temps retenu 1 min 29 s 3, réalisé le vendredi) |
| 2    | Graham Hill             | BRM               | 1 min 29 s 6 | + 0 s 7  | temps réalisé le vendredi                                                                                          |
| 3    | Trevor Taylor           | Lotus-Climax      | 1 min 30 s 9 | + 2 s 0  | temps réalisé le vendredi sur le mulet, non retenu pour la grille (temps retenu 1 min 32 s 7, réalisé le jeudi)    |
| 4    | Jack Brabham            | Brabham-Climax    | 1 min 31 s 0 | + 2 s 1  | temps réalisé le vendredi                                                                                          |
| 5    | Innes Ireland           | Lotus-Climax      | 1 min 31 s 1 | + 2 s 2  | temps réalisé le vendredi                                                                                          |
| 6    | John Surtees            | Lola-Climax       | 1 min 31 s 5 | + 2 s 6  | temps réalisé le vendredi                                                                                          |
| 7    | Tony Maggs              | Cooper-Climax     | 1 min 31 s 7 | + 2 s 8  | temps réalisé le jeudi                                                                                             |
| 8    | Richie Ginther          | BRM               | 1 min 31 s 7 | + 2 s 8  | temps réalisé le vendredi                                                                                          |
| 9    | Bruce McLaren           | Cooper-Climax     | 1 min 31 s 7 | + 2 s 8  | temps réalisé le vendredi                                                                                          |
| 10   | Neville Lederle         | Lotus-Climax      | 1 min 33 s 6 | + 4 s 7  | temps réalisé le vendredi                                                                                          |
| 11   | Roy Salvadori           | Lola-Climax       | 1 min 35 s 4 | + 6 s 7  | temps réalisé le jeudi                                                                                             |
| 12   | John Love               | Cooper-Climax     | 1 min 36 s 4 | + 7 s 7  | temps réalisé le jeudi                                                                                             |
| 13   | Ernie Pieterse          | Lotus-Climax      | 1 min 36 s 8 | + 7 s 9  | temps réalisé le vendredi                                                                                          |
| 14   | Doug Serrurier          | LDS-Alfa Romeo    | 1 min 36 s 8 | + 7 s 9  | temps réalisé le vendredi                                                                                          |
| 15   | Mike Harris             | Cooper-Alfa Romeo | 1 min 39 s 1 | + 10 s 2 | temps réalisé le vendredi                                                                                          |
| 16   | Carel Godin de Beaufort | Porsche           | 1 min 39 s 2 | + 10 s 3 | temps réalisé le vendredi                                                                                          |

## Grille de départ

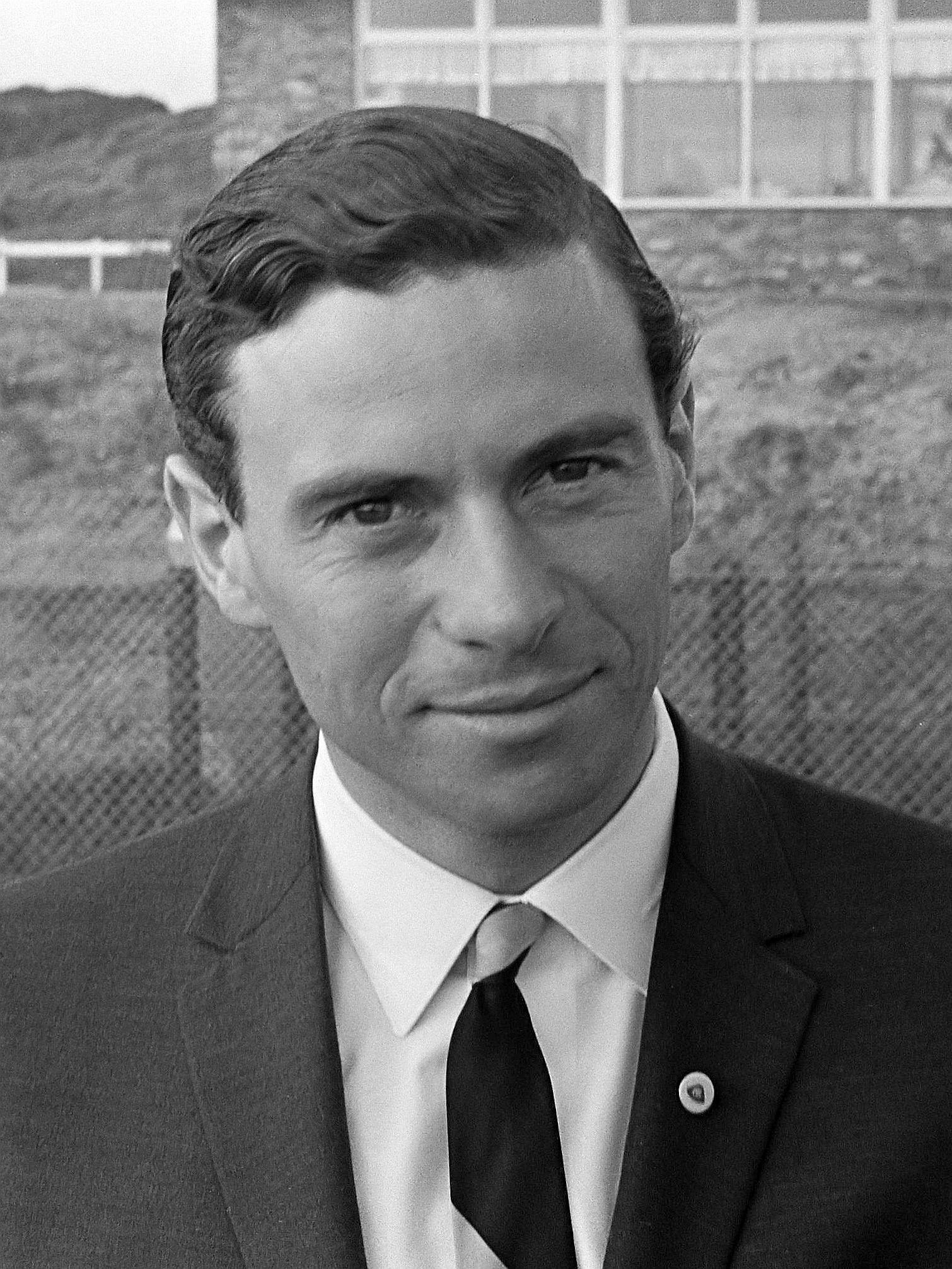
Sixième pole position de la saison pour Jim Clark, qui a une nouvelle fois dominé les essais.

| 1re ligne |                               | Pos. 2                     |                             | Pos. 1                      |
|           |                               | G. Hill BRM 1 min 29 s 6   |                             | Clark Lotus 1 min 29 s 3    |
| 2e ligne  | Pos. 4                        |                            | Pos. 3                      |                             |
|           | Ireland Lotus 1 min 31 s 1    |                            | Brabham 1 min 31 s 0        |                             |
| 3e ligne  |                               | Pos. 6                     |                             | Pos. 5                      |
|           |                               | Maggs Cooper 1 min 31 s 7  |                             | Surtees Lola 1 min 31 s 5   |
| 4e ligne  | Pos. 8                        |                            | Pos. 7                      |                             |
|           | McLaren Cooper 1 min 31 s 7   |                            | Ginther BRM 1 min 31 s 7    |                             |
| 5e ligne  |                               | Pos. 10                    |                             | Pos. 9                      |
|           |                               | Lederle Lotus 1 min 33 s 6 |                             | Taylor Lotus 1 min 32 s 7   |
| 6e ligne  | Pos. 12                       |                            | Pos. 11                     |                             |
|           | Love Cooper 1 min 36 s 4      |                            | Salvadori Lola 1 min 35 s 4 |                             |
| 7e ligne  |                               | Pos. 14                    |                             | Pos. 13                     |
|           |                               | Serrurier LDS 1 min 36 s 8 |                             | Pieterse Lotus 1 min 36 s 8 |
| 8e ligne  | Pos. 16                       |                            | Pos. 15                     |                             |
|           | Beaufort Porsche 1 min 39 s 2 |                            | Harris Cooper 1 min 39 s 1  |                             |
| 9e ligne  |                               | Pos. 17                    |                             |                             |
|           |                               | Johnstone BRM pas de temps |                             |                             |

## Déroulement de la course
À la suite des problèmes de lubrification et de carburation survenus lors de la dernière séance d'essais, les mécaniciens de l'équipe BRM ont travaillé de longues heures la veille de la course pour remplacer le moteur de la voiture de Graham Hill par celui du mulet.
Le départ est donné le samedi à quinze heures, devant plus de quatre-vingt-dix mille spectateurs. Le temps est sec, mais le vent s'est levé. Jim Clark démarre impeccablement alors que Graham Hill fait trop patiner ses roues et perd immédiatement quelques mètres sur la Lotus de son rival. Clark achève son premier tour avec près d'une seconde d'avance sur la BRM, tandis que la Cooper de Tony Maggs, déjà quelque peu distancée, emmène le reste du peloton. Hill tente de s'accrocher au sillage de la Lotus mais celle-ci est plus rapide et, sans donner l'impression de forcer l'allure, Clark va se détacher au rythme d'une seconde par tour. Derrière les deux premiers, la bataille est serrée pour la troisième place, John Surtees (Lola) et Bruce McLaren (Cooper) talonnant Maggs. Au quatrième tour, alors que Clark vient de s'approprier le record de la piste à 155 km/h de moyenne, McLaren dépasse Surtees et se cale dans les roues de son coéquipier. Devant son public, Maggs parvient toutefois à se maintenir en troisième position mais au onzième tour, alors qu'en tête Clark a porté son avance sur Hill à dix secondes, Surtees déborde les deux Cooper, s'emparant de la troisième place. Il ne parvient cependant pas à les distancer, le trio continuant à perdre du terrain sur les deux premiers. Plus loin, la BRM de Richie Ginther, qui occupait la sixième place depuis le départ, commence à émettre un bruit sourd, et le pilote américain se fait bientôt dépasser par un groupe comprenant Innes Ireland (Lotus), Jack Brabham (sur sa propre monoplace) et Trevor Taylor. Ce dernier n'ira cependant guère plus loin, la boîte de vitesses de sa Lotus s'étant bloquée.
Même si l'allure a baissé à cause des rafales de vents ralentissant les monoplaces dans la ligne droite, Clark continue à creuser l'écart sur Hill. Au vingtième tour, treize secondes séparent les deux premiers alors que McLaren, qui vient de déborder Surtees, est à douze secondes de la BRM. Surtees parvient à reprendre momentanément la troisième place mais deux tours plus tard McLaren reprend définitivement l'avantage sur le Britannique, qui va finalement renoncer au tiers de la course, distribution endommagée. Maggs récupère alors la quatrième place, devant Brabham et Ireland. Les positions semblent désormais acquises, tous ces pilotes ayant adopté une allure régulière. À la mi-course, Clark est hors de portée, vingt-sept secondes devant Hill, ce dernier possédant la même avance sur McLaren. Seul un incident peut empêcher le champion écossais de décrocher la victoire, synonyme de titre mondial. Clark continue cependant à tourner nettement plus vite que ses poursuivants et au cinquantième tour, Hill est à près d'une demi-minute de la Lotus. Dix tours plus tard, son retard reste inchangé et tout parait désormais joué. C'est alors qu'une fumée bleue se dégage de l'arrière de la voiture de tête. Clark continue deux tours encore, avant que, pression d'huile à zéro, il ne soit contraint de rejoindre son stand et abandonner. Hill hérite du commandement de la course, loin devant McLaren et Maggs qui roulent de concert. La fin de course se déroule sans changement aucun, le pilote BRM remportant sa quatrième victoire de la saison, assortie du titre de champion du monde. Les Cooper de McLaren et Maggs, groupées à l'arrivée, obtiennent les deuxième et troisième places, devant Brabham. Cinquième, Ireland obtient son meilleur résultat de la saison, à plus d'un tour du vainqueur.

### Classements intermédiaires
Classements intermédiaires des monoplaces aux premier, deuxième, troisième, cinquième, dixième, quinzième, vingtième, vingt-cinquième, trentième, quarantième, cinquantième, soixantième et soixante-dixième tours,.

### Classement de la course

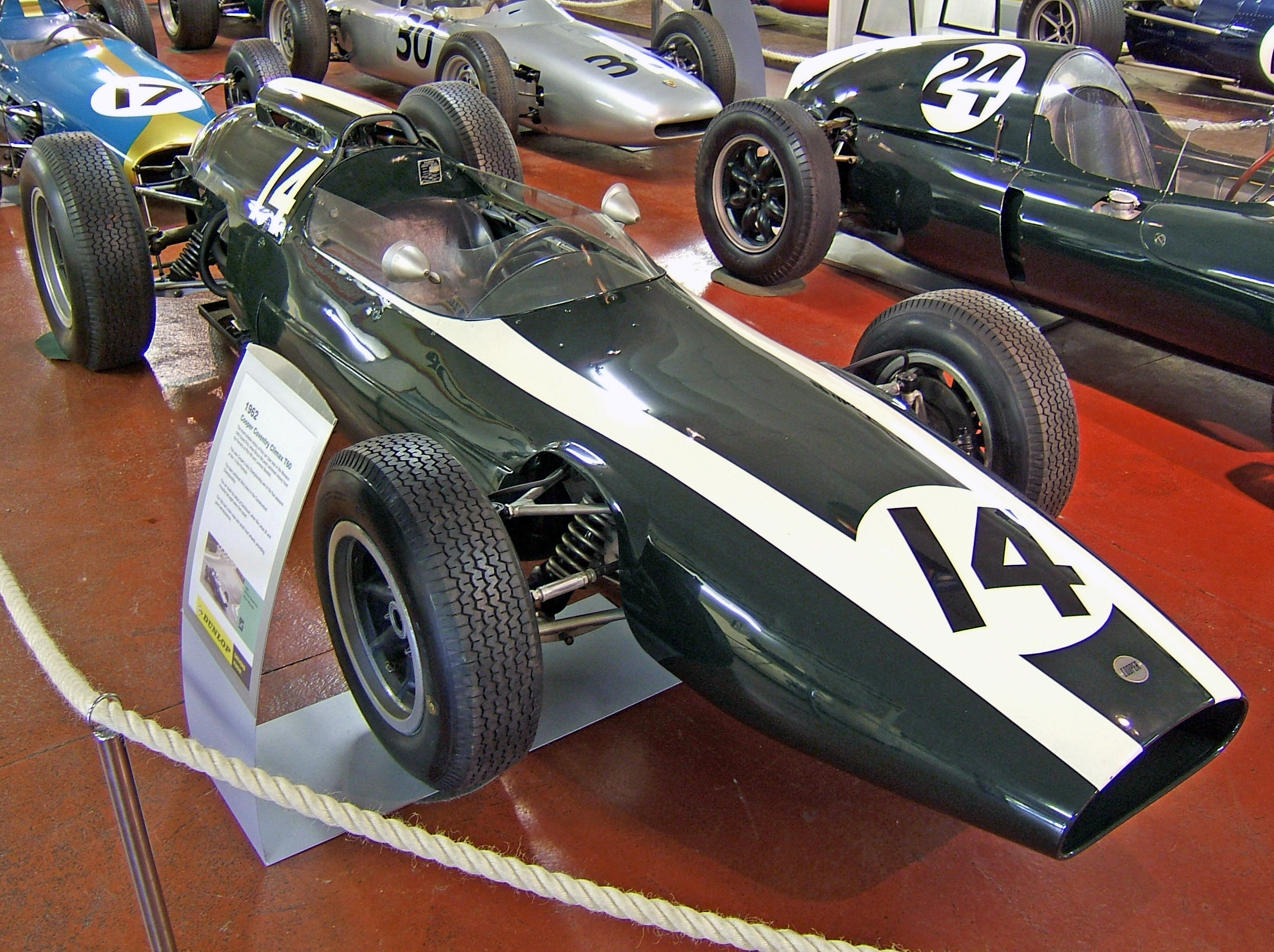
Beau résultat groupé des Cooper T60, avec les deuxième et troisième places de McLaren et Maggs.

| Pos  | N° | Pilote                  | Écurie            | Tours | Temps/Abandon                  | Grille | Points |
| ---- | -- | ----------------------- | ----------------- | ----- | ------------------------------ | ------ | ------ |
| 1    | 3  | Graham Hill             | BRM               | 82    | 2 h 08 min 03 s 3              | 2      | 9      |
| 2    | 8  | Bruce McLaren           | Cooper-Climax     | 82    | 2 h 08 min 53 s 1 (+ 49 s 8)   | 8      | 6      |
| 3    | 9  | Tony Maggs              | Cooper-Climax     | 82    | 2 h 08 min 53 s 6 (+ 50 s 3)   | 6      | 4      |
| 4    | 10 | Jack Brabham            | Brabham-Climax    | 82    | 2 h 08 min 57 s 1 (+ 53 s 8)   | 3      | 3      |
| 5    | 11 | Innes Ireland           | Lotus-Climax      | 81    | 2 h 09 min 03 s 6 (+ 1 tour)   | 4      | 2      |
| 6    | 20 | Neville Lederle         | Lotus-Climax      | 78    | 2 h 08 min 08 s 7 (+ 4 tours)  | 10     | 1      |
| 7    | 4  | Richie Ginther          | BRM               | 78    | 2 h 08 min 37 s 2 (+ 4 tours)  | 7      |        |
| 8    | 18 | John Love               | Cooper-Climax     | 78    | 2 h 09 min 29 s 1 (+ 4 tours)  | 12     |        |
| 9    | 5  | Bruce Johnstone         | BRM               | 76    | 2 h 08 min 57 s 6 (+ 6 tours)  | 17     |        |
| 10   | 14 | Ernie Pieterse          | Lotus-Climax      | 71    | 2 h 08 min 13 s 0 (+ 11 tours) | 13     |        |
| 11   | 15 | Carel Godin de Beaufort | Porsche           | 70    | Alimentation                   | 16     |        |
| Abd. | 1  | Jim Clark               | Lotus-Climax      | 62    | Fuite d'huile                  | 1      |        |
| Abd. | 21 | Doug Serrurier          | LDS-Alfa Romeo    | 62    | Radiateur                      | 14     |        |
| Abd. | 7  | Roy Salvadori           | Lola-Climax       | 56    | Fuite d'essence                | 11     |        |
| Abd. | 22 | Mike Harris             | Cooper-Alfa Romeo | 31    | Roulement de roue              | 15     |        |
| Abd. | 6  | John Surtees            | Lola-Climax       | 26    | Moteur                         | 5      |        |
| Abd. | 2  | Trevor Taylor           | Lotus-Climax      | 11    | Boîte de vitesses              | 9      |        |

Légende :
- Abd.=Abandon

### Pole position et record du tour
- Pole position :  Jim Clark en 1 min 29 s 3 (vitesse moyenne : 158,029 km/h). Temps réalisé lors de la journée d'essais du vendredi 28 décembre[18]. Clark a ce même jour effectué un tour en 1 min 28 s 9 (vitesse moyenne : 158,740 km/h) au volant de sa monoplace de réserve, temps cependant non retenu car non obtenu sur la voiture utilisée en course, selon la règle alors en vigueur[19].
- Meilleur tour en course :  Jim Clark en 1 min 31 s 0 au 3e tour (vitesse moyenne : 155,077 km/h).

### Tours en tête
- Jim Clark : 61 tours (1-61)
- Graham Hill : 21 tours (62-82)

## Classement final du championnat
- Attribution des points : 9, 6, 4, 3, 2, 1 respectivement aux six premiers de chaque épreuve.
- Pour la coupe des constructeurs, même barème et seule la voiture la mieux classée de chaque équipe inscrit des points.
- Seuls les cinq meilleurs résultats sont comptabilisés. Graham Hill doit décompter le point acquis à Monaco, les trois acquis en Grande-Bretagne et les six acquis aux États-Unis et Bruce McLaren les trois points marqués en France et les deux points acquis en Allemagne. Chez les constructeurs, BRM doit décompter le point acquis à Monaco, les quatre points acquis en France, les trois acquis en Grande-Bretagne et les six acquis aux États-Unis, Lotus-Climax les deux points acquis en Afrique du Sud, Cooper-Climax les deux points acquis aux Pays-Bas, les deux acquis en Allemagne et les quatre acquis aux États-Unis et Porsche le point marqué en Italie.
- Le règlement permet aux pilotes de se relayer sur une même voiture, les points éventuellement acquis étant alors perdus pour pilotes et constructeur[18].

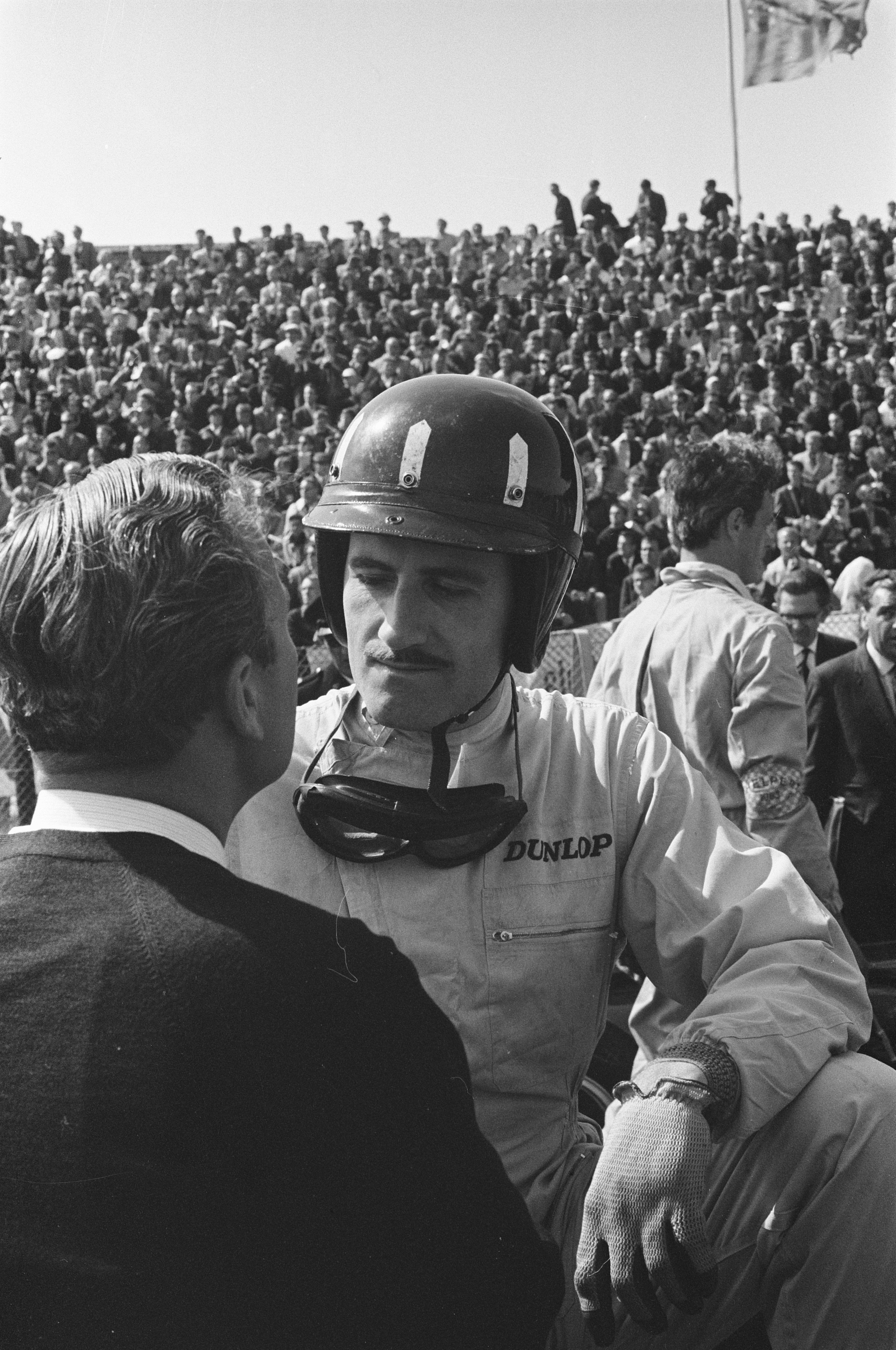
Graham Hill a dû attendre la dernière manche de la saison pour s'adjuger le titre de champion du monde.

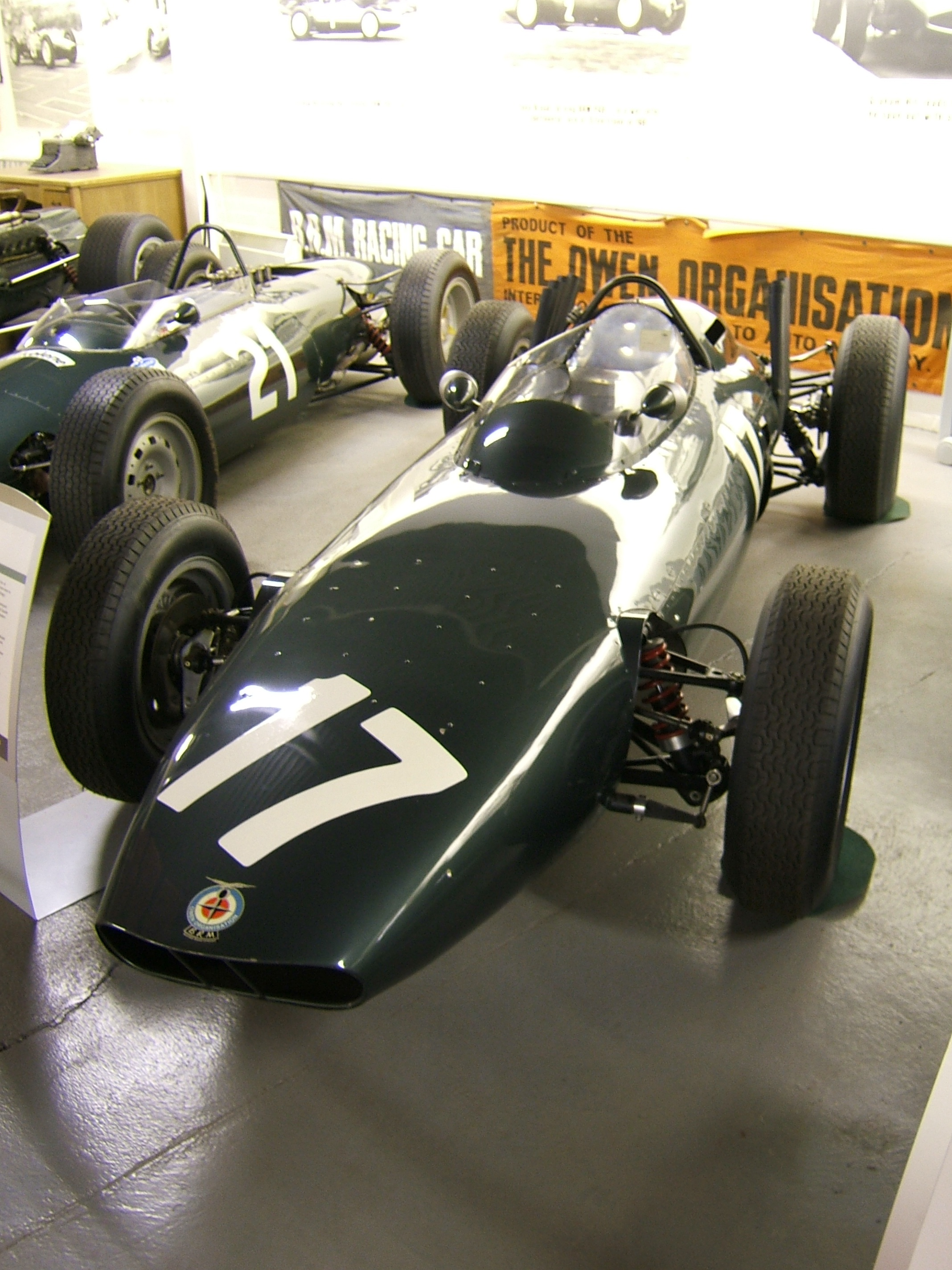
La BRM P57 championne du monde.

| Pos. | Pilote                  | Écurie           | Points  | NL | MON | BEL | FRA | GBR | ALL | ITA | USA | AFS |
| ---- | ----------------------- | ---------------- | ------- | -- | --- | --- | --- | --- | --- | --- | --- | --- |
| 1    | Graham Hill             | BRM              | 42 (52) | 9  | (1) | 6   | -   | (3) | 9   | 9   | (6) | 9   |
| 2    | Jim Clark               | Lotus            | 30      | -  | -   | 9   | -   | 9   | 3   | -   | 9   | -   |
| 3    | Bruce McLaren           | Cooper           | 27 (32) | -  | 9   | -   | (3) | 4   | (2) | 4   | 4   | 6   |
| 4    | John Surtees            | Lola             | 19      | -  | 3   | 2   | 2   | 6   | 6   | -   | -   | -   |
| 5    | Dan Gurney              | Porsche          | 15      | -  | -   | -   | 9   | -   | 4   | -   | 2   | -   |
| 6    | Phil Hill               | Ferrari          | 14      | 4  | 6   | 4   | -   | -   | -   | -   | -   | -   |
| 7    | Tony Maggs              | Cooper           | 13      | 2  | -   | -   | 6   | 1   | -   | -   | -   | 4   |
| 8    | Richie Ginther          | BRM              | 10      | -  | -   | -   | 4   | -   | -   | 6   | -   | -   |
| 9    | Jack Brabham            | Lotus & Brabham¹ | 9       | -  | -   | 1   | -   | 2   | -   | -   | 3¹  | 3¹  |
| 10   | Trevor Taylor           | Lotus            | 6       | 6  | -   | -   | -   | -   | -   | -   | -   | -   |
| 11   | Giancarlo Baghetti      | Ferrari          | 5       | 3  | -   | -   | -   | -   | -   | 2   | -   | -   |
| 12   | Lorenzo Bandini         | Ferrari          | 4       | -  | 4   | -   | -   | -   | -   | -   | -   | -   |
|      | Ricardo Rodríguez       | Ferrari          | 4       | -  | -   | 3   | -   | -   | 1   | -   | -   | -   |
| 14   | Willy Mairesse          | Ferrari          | 3       | -  | -   | -   | -   | -   | -   | 3   | -   | -   |
|      | Joakim Bonnier          | Porsche          | 3       | -  | 2   | -   | -   | -   | -   | 1   | -   | -   |
| 16   | Innes Ireland           | Lotus            | 2       | -  | -   | -   | -   | -   | -   | -   | -   | 2   |
|      | Carel Godin de Beaufort | Porsche          | 2       | 1  | -   | -   | 1   | -   | -   | -   | -   | -   |
| 18   | Masten Gregory          | Lotus            | 1       | -  | -   | -   | -   | -   | -   | -   | 1   | -   |
|      | Neville Lederle         | Lotus            | 1       | -  | -   | -   | -   | -   | -   | -   | -   | 1   |

| Pos. | Écurie         | Points  | NL  | MON | BEL | FRA | GBR | ALL | ITA | USA | AFS |
| ---- | -------------- | ------- | --- | --- | --- | --- | --- | --- | --- | --- | --- |
| 1    | BRM            | 42 (56) | 9   | (1) | 6   | (4) | (3) | 9   | 9   | (6) | 9   |
| 2    | Lotus-Climax   | 36 (38) | 6   | -   | 9   | -   | 9   | 3   | -   | 9   | (2) |
| 3    | Cooper-Climax  | 29 (37) | (2) | 9   | -   | 6   | 4   | (2) | 4   | (4) | 6   |
| 4    | Lola-Climax    | 19      | -   | 3   | 2   | 2   | 6   | 6   | -   | -   | -   |
| 5    | Porsche        | 18 (19) | 1   | 2   | -   | 9   | -   | 4   | (1) | 2   | -   |
|      | Ferrari        | 18      | 4   | 6   | 4   | -   | -   | 1   | 3   | -   | -   |
| 7    | Brabham-Climax | 6       | -   | -   | -   | -   | -   | -   | -   | 3   | 3   |
| 8    | Lotus-BRM      | 1       | -   | -   | -   | -   | -   | -   | -   | 1   | -   |

## À noter
- 4e victoire en championnat du monde pour Graham Hill.
- 5e victoire en championnat du monde pour BRM en tant que constructeur.
- 5e victoire en championnat du monde pour BRM en tant que motoriste.
- À l'issue de cette course, Graham Hill est champion du monde des pilotes et l'écurie BRM remporte la coupe des constructeurs.